# Agrilus shashamboe
Agrilus shashamboe é uma espécie de inseto do género Agrilus, família Buprestidae, ordem Coleoptera.
Foi descrita cientificamente por Kurosawa, 1963.